# Trixoscelis brandbergensis
Trixoscelis brandbergensis är en tvåvingeart som beskrevs av Woznica 2000. Trixoscelis brandbergensis ingår i släktet Trixoscelis och familjen myllflugor.
Artens utbredningsområde är Namibia. Inga underarter finns listade i Catalogue of Life.